# دوبح
مركز دوبح غرب منطقة القصيم ويقع على الطريق السريع الرابط مابين القصيم و المدينة المنورة وتبعد عن محافظة عقلة الصقور 22 كم

## التاريخ
مركز دوبح  دوبح بفتح الدال فواو ساكنة فباء موحدة مفتوحة فحاء آخره وسميت بهذا الاسم لأنها واقعة في واد صغير يسمى دوبح يأتي سيله من جبل الحبلى ويصب في وادي الرمةمن ديار بني عمرو وسكانها هم الطرسان من بني عمرو وقد نزل دوبح قوم من الطرسان وكبيرهم مشعان بن تركي واستقروبها

## السكان
ويبلغ عدد سكان دوبح 2.500 نسمة وسكانها هم الطرسان من بني عمرو من حرب

## الموقع الجغرافي
تقع غرب منطقة القصيم وتبعد عن مدينة بريدة 187 كم. وتبعد عن محافظة عقلة الصقور 22 كم . وعن محافظة الرس 144 كم .

## المناخ
المناخ قاري صحراوي، حار جاف صيفًا بارد مُمطر شتاء وتبلغ درجة الحرارة صيفًا 45°م، وفيالشتاء تصل 3- مادون الصفر ومتوسط سقوط المطر 145 ملم.